# Реджанги
Реджанги (власна назва тун-еджанг, Tun Hejang, Tun Ejang, індонез. Suku Rejang) — народ в Індонезії, на північному сході провінції Бенгкулу; найбільша корінна етнічна група цієї провінції.

## Розселення і чисельність
Розселені переважно на схилах гірського хребта Барісан (індонез. Bukit Barisan) з їх прохолодним та свіжим кліматом. Етнічний масив реджангів охоплює 5 округів: Реджанг-Лебонг, Кепагіанг, Лебонг, Північне Бенгкулу та Центральне Бенгкулу. У перших двох вони становлять більшість населення. 85 % реджангів проживають у сільських районах.
Чисельність реджангів у межах провінції Бенгкулу, за даними перепису населення 2000 року, становила 333 635 осіб; це 21,36 % населення провінції. Реджанги також живуть у сусідніх районах провінції Південна Суматра та в деяких інших районах Індонезії.

## Мова
Говорять реджанзькою мовою, що належить до числа малайсько-полінезійських мов.
Реджанська мова сильно відрізняється від мов сусідніх народів: малайців, мінангкабау, сераваїв, лембаків, пасемахів. Якщо всі ці мови споріднені між собою, то реджанзька є незрозумілою для їх носіїв.
Однією з особливостей реджанзької мови є наявність складних дифтонгів.
Американський лінгвіст Річард Макгін (англ. Richard McGinn), використовуючи методи порівняльної лінгвістики, виявив спільні риси, що пов'язують реджанзьку мову з мовами бідаю (Bidayuh), особливо з групою букар-садонг (Bukar-Sadong), поширених на північному заході острова Калімантан.
Реджанзька мова складається з п'яти діалектів: лебонг (Lebong), кепагіанг (Kepahiang), пасисір (Pasisir), мусі (Musi) та равас (Rawas). Діалект лебонг уважається головним.
Рідна мова активно використовується всіма віковими групами реджангів. Люди мають позитивне ставлення до рідної мови.
Користуються також індонезійською мовою, але рівень білінгвізму невисокий. Рівень грамотності (індонезійською) становить 45 %.

Зразок письма реджанг.

До прийняття ісламу та введення арабської абетки в XII ст. реджанги мали власне письмо, що зветься реджанг (або каганга, Kaganga). Це абугіда, що походить від індійського брахмі. Вона містить 23 приголосні літери, кожна з характерною для неї голосною. Недоліком письма є те, що воно не допускає представлення дифтонгів, які часто зустрічаються в розмовній реджанзькій мові. Традиційно цим письмом робили написи на бамбуку, буйволиних рогах, корі, мідних пластинах. Реджанзьке письмо продовжувало існувати й після впровадження ісламу, засвідчені відповідні документи, датовані серединою XVIII ст.

## Релігія
За віросповіданням реджанги — мусульмани.
У минулому вони дотримувались анімістичних вірувань. Їх залишки й досі міцно тримаються в повсякденному житті народу. Реджанги твердо вірять в існування численних невидимих духів, які наповнюють світ. Вони з надзвичайною любов'ю ставляться до духу рису, вважаючи його ніжною та витонченою істотою. Найстрашнішим з усіх духів уважається масумай, який, на переконання реджангів, може перекидатися на тигра або людину. У певних випадках люди пропонують рис та іншу їжу шанованим вулканам. Практикують магію й ворожіння.

## Історія
Походження реджангів точно невідоме. Виходячи із лінгвістичних даних, уважається, що вони є вихідцями із західного Калімантану. Певною мірою це підтверджується народними переказами, в яких говориться, що предки народу дісталися Суматри морем. Спочатку вони висадилися в Південній Суматрі, а тоді піднялися річкою в гори, що на межі сучасних провінцій Бенкулу та Південна Суматра, в країну реджангів (редж. Taneak Jang, малай. Tanah Rejang).

## Суспільство
Реджанги поділяються на чотири патрилінійні роди, кожен із яких веде своє походження від спільного міфічного предка. Спорідненість визначається як за чоловічою, так і за жіночою лінією. Дитина може належати як до роду батька (частіше), так і до роду матері. Шлюб у межах роду екзогамний.
Батько є головою сім'ї й несе відповідальність за свою дружину та дітей. Він повинен наполегливо працювати, щоб забезпечити свою родину. Вдома основну роботу виконує дружина. Коли жінка багато працює за межами дому, її чоловіка суспільство сприймає безвідповідальним.
Реджанги належать до локалізованих спільнот; вони поділяються на сільські громади, організовані за родовою ознакою. Традиційно громаду очолює виборний сільський голова. Сьогодні ці голови визнаються індонезійською владою, вони інтегрувалися до системи місцевого самоврядування й набули офіційного статусу.
Особливою й цікавою рисою реджанзького суспільства є те, що дітям з раннього віку дають право голосу й можливість приймати власні рішення. Батьки поважають і підтримують ці рішення, навіть коли вважають їх помилковими. Одним із проявів такої ситуації є ранні шлюби. Вони, як правило, не є результатом тиску з боку батьків, а виникають з власної ініціативи молодят. Такі шлюби зазвичай тривають лише кілька місяців або років, а тоді закінчуються розлученням. Негативним наслідком такої традиції є те, що багато школярів, одружившись, кидають навчання. Згодом, вже після розлучення молодь часто вирішує повернутися до школи.

## Господарство
Основним заняттям реджангів є землеробство. Вирощують вологий і суходільний рис, тютюн, каву. Використовують традиційні методи обробки землі без додавання добрив. Вирощують тільки один урожай на рік. Поле може бути засаджене водночас різними культурами або ж однією з використанням сівозміни.
Деякі працюють на місцевих золотих і срібних копальнях. Через низький рівень освіти високим є рівень безробіття.